# Historia de la Iglesia católica en Japón

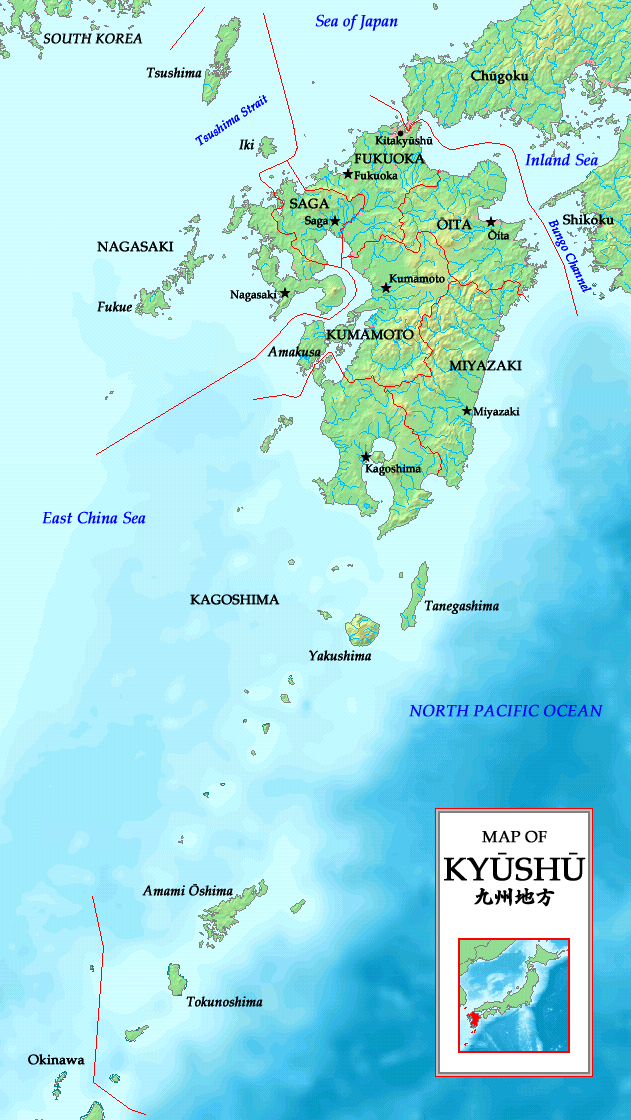
Mapa de la Isla de Kyūshū, con la ciudad de Nagasaki y al este la Península de Shimabara. Área principal de difusión del catolicismo en el Japón de los siglos y.

La historia de la Iglesia católica en el Japón se ha dividido en tres grandes períodos: el siglo cristiano del Japón (1549-1640), la Iglesia de las catacumbas o los kakure kirishitans (1640-1865), y el catolicismo japonés en la actualidad.
El catolicismo prosperó en la Isla de Kyūshū, en el sur del Japón, con el pueblo de Nagasaki como centro de la Iglesia.
Algunos eruditos sostienen,[¿quién?] sin embargo, que el cristianismo llegó al Japón primeramente durante el gobierno del Emperador Shōmu en el siglo VIII a través de cristianos nestorianos, pero si esto es cierto, no han dejado ningún rastro.[cita requerida]

## Los inicios

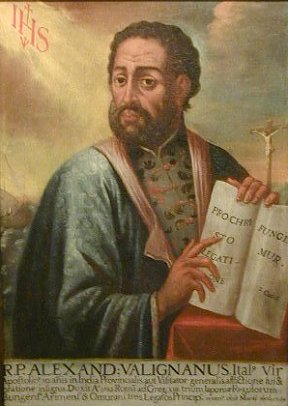
Alessandro Valignano.

En 1543 llegaron los primeros barcos portugueses y la actividad misionera de los primeros sacerdotes católicos en Japón se inició a comienzos de 1549, principalmente por jesuitas patrocinados por el Reino de Portugal. Muy poco tiempo después comenzaron a llegar sacerdotes pertenecientes a las órdenes mendicantes como la de los dominicos y los franciscanos, patrocinados por España.
El jesuita San Francisco Javier llega al Japón el 15 de agosto de 1549, junto a sus compañeros Cosme de Torres y Juan Fernández y el traductor Anjirō dando inicio a lo que se da en llamar el Siglo Cristiano del Japón (1549-1640). Desembarcan en Kagoshima, entonces capital del reino Sur del Japón. Permanecieron en esta ciudad durante un año y por tierras japonesas durante dos años y tres meses. En colaboración con su compañero Pablo de Santa Fe evangelizó por tierras niponas e hizo traducir la obra Declaración de los artículos de la Fe, que se aprendió de memoria y solía recitar en las esquinas. Para responder a las preguntas que los transeúntes realizaban se valía de un intérprete. Ante el fracaso de la misión, pensó en citarse con el rey de la zona con la esperanza de que si este se convertía al catolicismo, el pueblo también lo haría. En 1550 se dirige al norte con esta intención. Funda una pequeña colectividad cristiana en Hirado. Llega a Yamaguchi, luego a Sakai y, finalmente a Meaco, donde intenta ser recibido por el emperador, sin conseguirlo.
Se traslada a Yamaguchi de nuevo y obtiene del príncipe la garantía de respeto a los conversos al cristianismo. Ante esa perspectiva realiza, junto con sus dos compañeros, una intensa labor de predicación que da su fruto en la creación de una pequeña comunidad católica. Muchos de los convertidos son samuráis. La oposición del clero local, los bonzos, fue siempre fuerte.

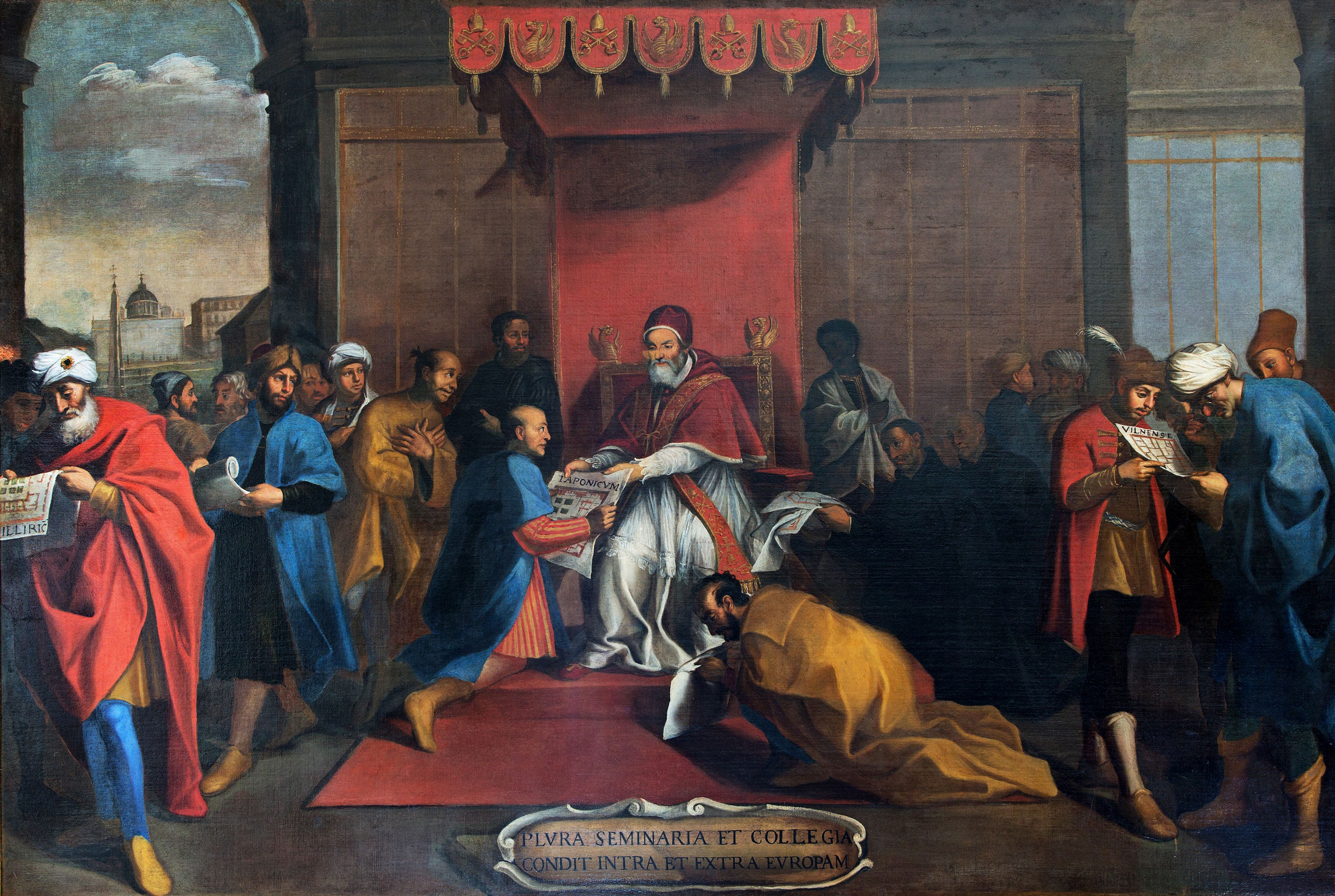
La Misión Tenshō.

En septiembre de 1551 le llama el príncipe de Bungo, quien le permite predicar en esas islas.
Posteriormente, en 1552; Francisco Javier abandona Japón y deja la tarea de evangelización a cargo de sus compañeros de Torres y Fernández. Los dos jesuitas se enfocaron en tratar de convertir a las clases altas y en 1563 de Torres bautiza al Barón Ōmura Sumitada, el primer daimyo cristiano, quien toma el nombre de Bartolomé y desde ese momento es conocido por los portugueses como Dom Bartolomeu. En 1578 el barón Ōtomo Sōrin es bautizado y toma el nombre de Francisco. En 1580 el barón Arima Harunobu se bautiza con el nombre de Protasio.
El jesuita Alessandro Valignano  llega por primera vez al Japón en 1579. En ese año funda un seminario en Arima que contó con 22 seminaristas japoneses. Tres años después funda otro seminario en Azuchi, donde estudiaban 33 seminaristas japoneses. Valignano hizo hincapié en que la educación en los seminarios debía ser tanto en latín como en japonés y que los jesuitas debían adoptar las costumbres japonesas.
En 1582 Valignano organiza el viaje de cuatro jóvenes japoneses a Roma para ser formados como sacerdotes. Este grupo fue conocido como la Misión Tenshō que visitó al papa Gregorio XIII.
En 1587 Hosokawa Tama, esposa de Hosokawa Tadaoki es bautizada y toma el nombre cristiano de Gracia.
Los jesuitas, apoyados por los portugueses, estimaban que hacia fines del siglo XVI, había en Japón 300.000 católicos.

## Las persecuciones

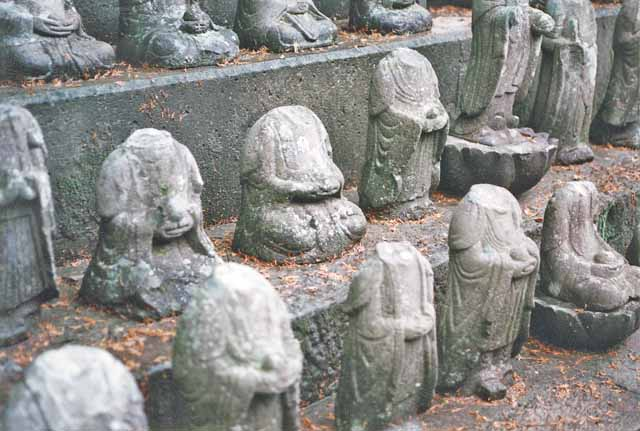
Estatuas de Jizō, decapitadas por los rebeldes cristianos.

En 1587 se dicta el primer edicto de persecución contra los cristianos a instancia del bonzo Nichijoshonin.
En 1597 el Taikō Toyotomi Hideyoshi condenó a muerte a veintiséis cristianos que fueron ejecutados el 5 de febrero de ese año. Los cristianos fueron atados sobre cruces, fueron elevados en lo alto de una colina de Nagasaki y fueron lanceados. Los cristianos ejecutados fueron conocidos como los 26 mártires de Japón:

Soy japonés y hermano jesuita y no he cometido ningún crimen pero muero sólo por haber predicado la religión de Jesucristo, Nuestro Señor. Siento gran regocijo de morir por esta causa. Para mí es una gran bendición. Puedo garantizar y afirmar que el único modo de salvación es a través del camino cristiano.
Pablo Miki

Luego de 1597 y hasta 1614, los casos de martirio registrados fueron 70 en total. En ese año el shōgun Tokugawa Ieyasu a instancias de William Adams, contrabandista protestante inglés al servicio de la Compañía Holandesa de las Indias Orientales, y que ayuda al shogun a construir los primeros barcos de tipo occidental en Japón, persuade al shogun sobre los jesuitas y este decide expulsar a los misioneros extranjeros y prohibir completamente el cristianismo en el país.
Se calcula que durante el inicio del siglo XVII al menos 5500 cristianos fueron asesinados.
En 1614, el gobernador español de Filipinas le ofreció al daimyō cristiano Takayama Ukon asistencia militar para derrocar al gobierno japonés, pero Ukon se negó.
En 1622 se produjo otro martirio de cristianos conocido como el Gran Martirio de Nagasaki.
La rebelión estalló en 1637 y uno de los líderes fue el adolescente cristiano Amakusa Shirō. Cerca de 37.000 rebeldes fueron asesinados durante los combates, la mayoría de ellos cristianos.

Cincuenta y cinco personas de todas las edades y de ambos sexos fueron quemados vivos en el cauce seco del Río Kamo en Kioto, entre ellos había un niño de cinco o seis años en los brazos de su madre, llorando e implorando, "¡Jesús, recibe sus almas!"
Richard Cocks, comerciante inglés, octubre de 1619

## Kakure Kirishitan
Kakure Kirishitan (隠れキリシタン?  japonés para "cristiano oculto") es un término para referirse a un miembro japonés de la Iglesia católica que pasó a la clandestinidad luego de la Rebelión de Shimabara en la década de 1630.
La historia cuenta que dos campesinos, Hichiemon y Magoemon eran dos amigos que se criaron como cristianos. Un día Magoemon le propuso a Hichiemon a ir a pescar al Río Urakami. Ninguno de los dos sabía si el otro había abandonado la fe. Entonces Magoemon le propuso a Hichiemon crear una organización clandestina para preservar el cristianismo en Japón. Los dos amigos se dirigieron al pueblo para preguntar a cada uno de los aldeanos si aún eran cristianos y entonces formaron una organización con un mizukata que se dedicaba a bautizar a los niños, un chokata que se dedicaba a mantener el calendario litúrgico y una persona que era el jefe de la comunidad cristiana, un puesto que heredaba el hijo mayor de la familia; todos eran laicos ya que ya no existían sacerdotes en Japón.
Esta "Iglesia de las catacumbas" adoraba en cuartos secretos y en sus hogares. Al pasar el tiempo las figuras de los santos y de la Virgen María fueron transformados en figurines que se asemejaban a las tradicionales estatuas de Buda y de los  bodhisattvas. Las plegarias fueron adaptadas a los cantos parecidos a los budistas, manteniendo muchas palabras sin traducir del Latín, Español y Portugués. La Biblia se pasaba oralmente, debido a que las versiones impresas eran confiscadas por las autoridades. Debido a la expulsión de los sacerdotes, la dirección de los cristianos quedó en manos de laicos que bautizaban a los nuevos cristianos.
La Virgen María era conocida como nandogami o la madre en la alacena ya que la imagen la colocaban en las alacenas del hogar.

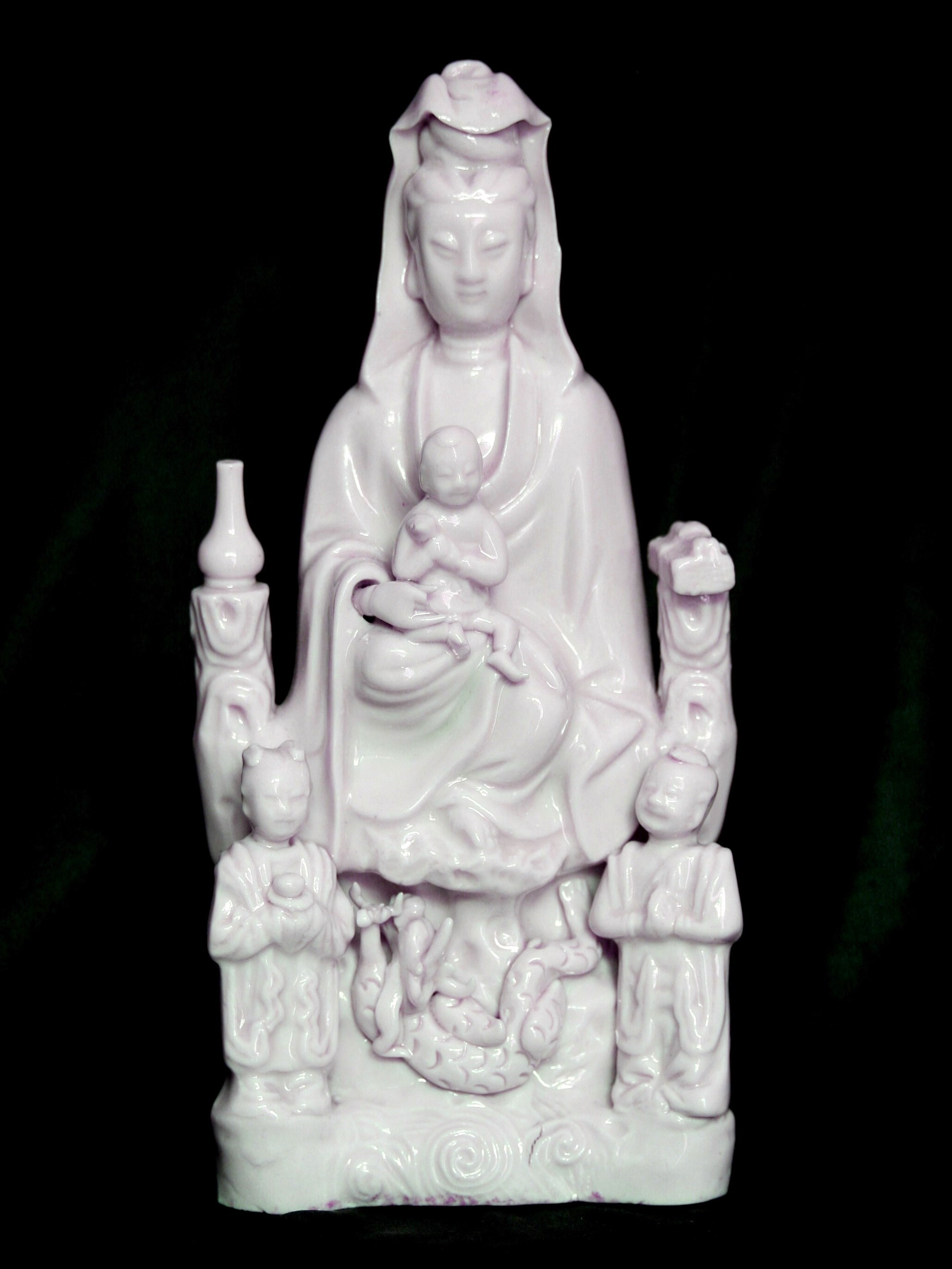
María-Kannon.

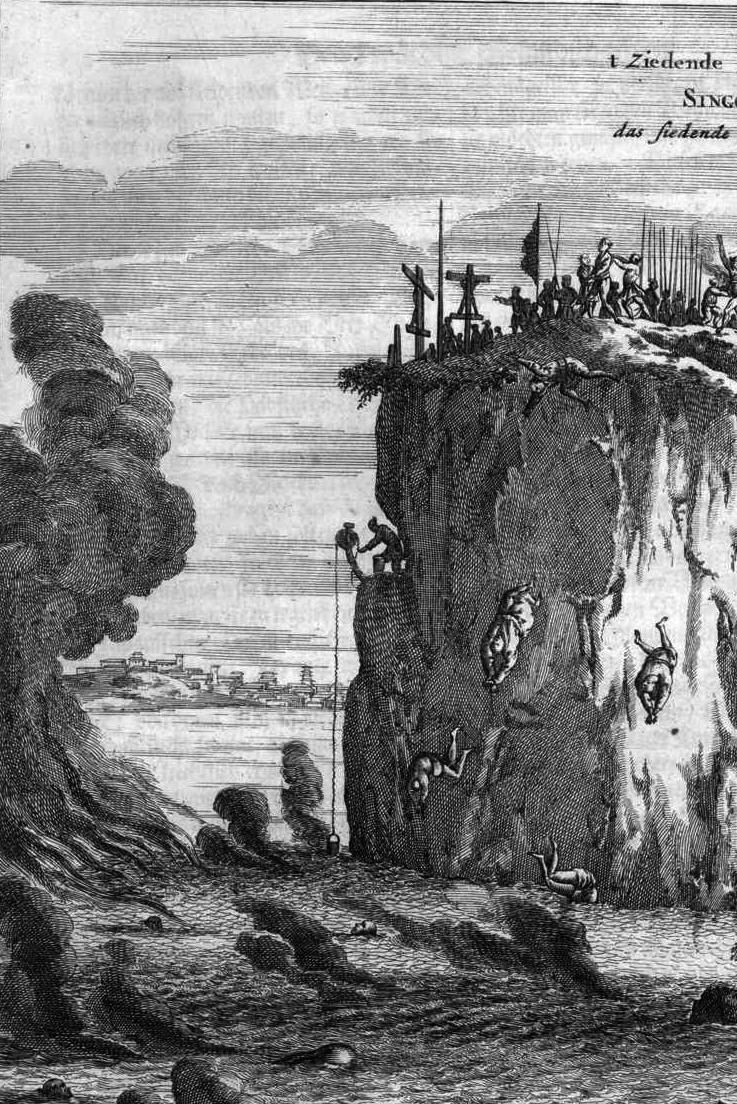
Ejecución de cristianos en el volcán del Monte Unzen.

Cada Año nuevo japonés los cristianos eran obligados a pisar imágenes de la Virgen María y otros santos para probar que no eran cristianos. Estas imágenes eran conocidas como fumie y en ella se dibujaban imágenes de Cristo y María a las que debían pisar. En caso contrario se los ejecutaban. Muchos eran asesinados arrojándolos en el volcán del Monte Unzen.

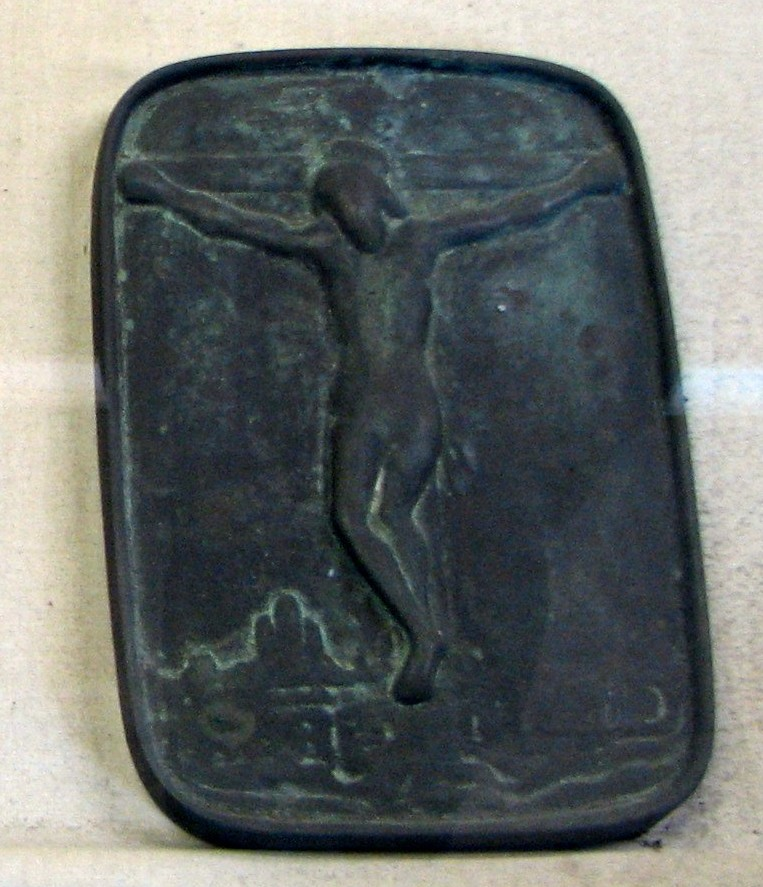
Fumie con la imagen de Cristo.

En 1865 a la Iglesia católica le fue permitida abrir una iglesia en Nagasaki. Al poco tiempo, un grupo de japoneses curiosos se acercaron al templo dándose a conocer como cristianos. Los misioneros supieron que había cerca de 30.000 cristianos en la región. Los misioneros instaron a los kakure a que abandonaran las prácticas paganas, pero solo la mitad de los kakure decidieron abandonar las antiguas tradiciones y adoptar la ortodoxia católica. Los kakure que mantuvieron las prácticas sincréticas fueron conocidos como "hanare kirishitan" (離れキリシタン,) o "cristianos separados".
Muchos cristianos escaparon a islas aisladas para no apostatar de su fe, otros se refugiaron en el Valle de Urakami. Los cristianos se quedaron sin sacerdotes y los laicos se organizaron como pudieron. Designaron a un hombre para bautizar, a otro para mantener el conteo del calendario litúrgico y a un jefe de la iglesia o chokata.
El jesuita Diego Yuuki define a la fe de los kakure como "una mezcla de Budismo, Shintoísmo, Animismo y lo que los kakure piensan que es Catolicismo. Ellos no tienen Biblia. El significado de la Trinidad para ellos se ha perdido."
Los kakure tenían un texto llamado el Tenchi Hajimari no Koto o el "Origen de los Cielos y la Tierra". En el Tenchi Maruya (la Virgen María) nace en Rusun (Roson o Luzón). El rey de Rusun corteja a Maruya pero ella decide mantenerse virgen y entonces asciende a los Cielos para escapar del acoso del rey que muere de pena. Deusa o Dios le pide a Maruya que vuelva a la tierra para que da a luz a un niño. Maruya acepta y Deusa desciende en forma de mariposa que entra por la boca de Maruya y esta concibe y tiempo después da a luz  a un niño en el pueblo de Beren o Belén.
En 1995 el antropólogo Christal Whelan descubrió la existencia de auténticos hanare kirishitan en las Islas Gotō y sus investigaciones las plasmó en un documental de media hora llamado "Otaiya: Japan's Hidden Christians".
El musicólogo Tatsuo Minagawa, realizó una investigación en los archivos europeos y encontró una gran cantidad de obras religiosas europeas que aún cantan los kakure.

## Fin de las persecuciones

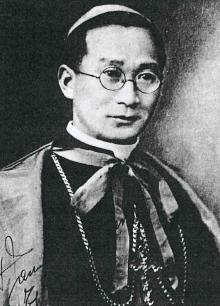
Monseñor Januarius Kyunosuke Hayasaka, obispo de Nagasaki, en 1927 fue el primer obispo japonés

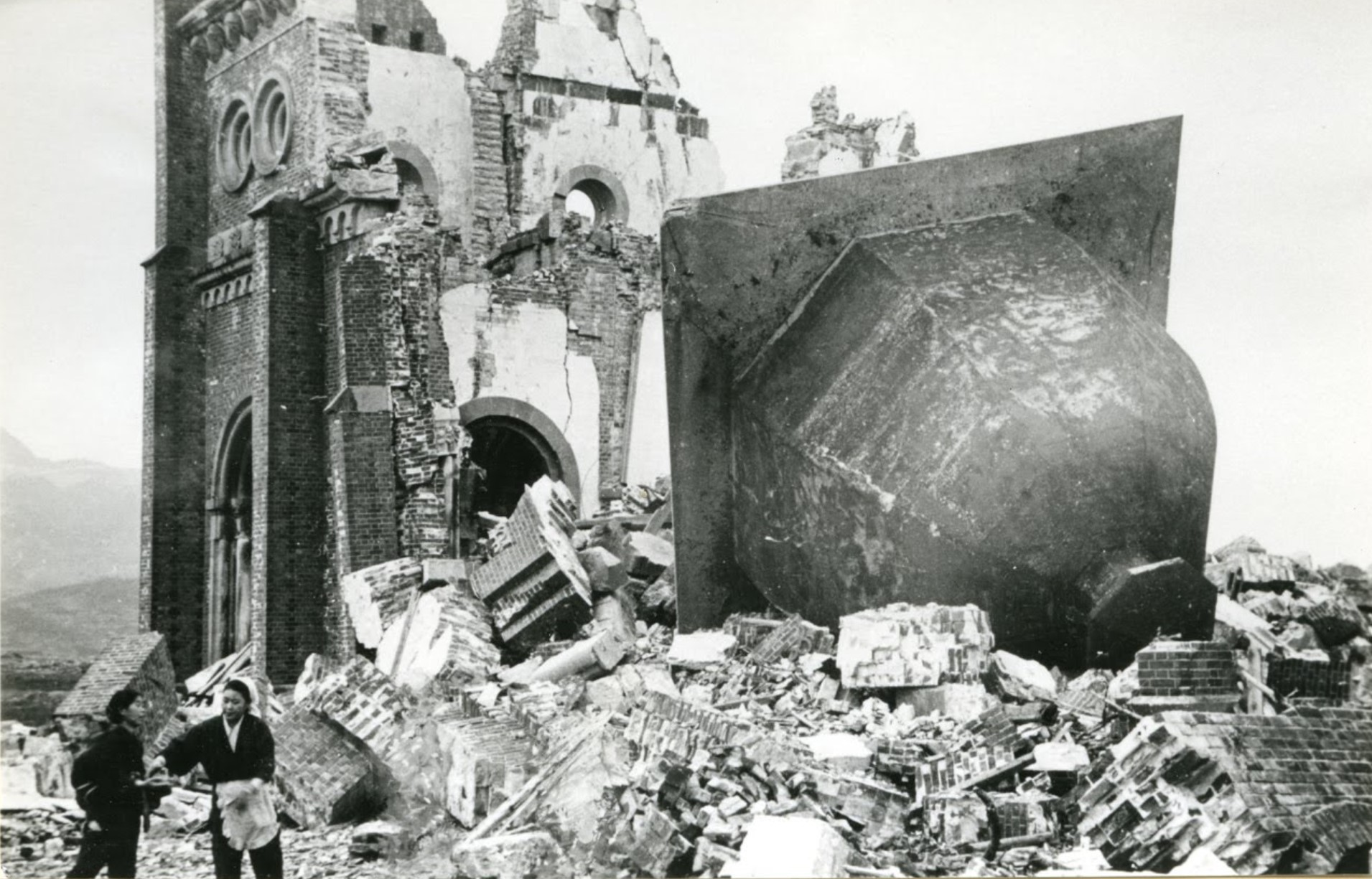
La Catedral de Urakami o Urakami Tenshudo destruida por la bomba atómica que cayó en Nagasaki, 1945.

En 1865 el sacerdote francés Bernard Petitjean edificó una parroquia en Urakami, en las afueras de Nagasaki, para el uso exclusivo de los europeos.
Los sacerdotes europeos le habían dejado dicho a los japoneses 200 años antes, algo que sería utilizado como una señal y que ellos preservaron oralmente:

La Iglesia retornará al Japón, y ustedes lo sabrán por estos tres signos: los sacerdotes serán célibes, habrá una estatua de María, y ellos obedecerán al Papa-sama en Roma.

El 17 de marzo de 1865 Petitjean encontró a 15 japoneses en la puerta de la parroquia. El grupo de visitantes se veían asustados. Uno de ellos, de nombre Pedro, se presentó como catequista y preguntó si Petitjean era obediente del "gran jefe del Reino de Roma" y si "no tenía hijos". Luego de que Petitjean respondiera afirmativamente, Pedro dijo feliz que "en casa (Urakami) todos son como nosotros. Todos tienen nuestro mismo corazón". Petitjean visitó de incógnito la villa; el cristianismo para los japoneses era aún una práctica ilegal. Allí se enteró de que sus visitantes se habían allegado a la iglesia al saber que había una estatua de la Virgen María. Petitjean alentó a los kakure a practicar su fe libremente, un consejo muy imprudente que le costaría la vida a muchos de ellos. Enterado de esto, las autoridades japonesas arrestan a cien kirishitan y con el correr de los años, hasta 1873, más de 3404 kirishitan fueron deportados a distintas partes del Japón o sufrieron prisión y trece de ellos fueron ejecutados. 660 murieron en el exilio y solo 1580 retornaron a Urakami.

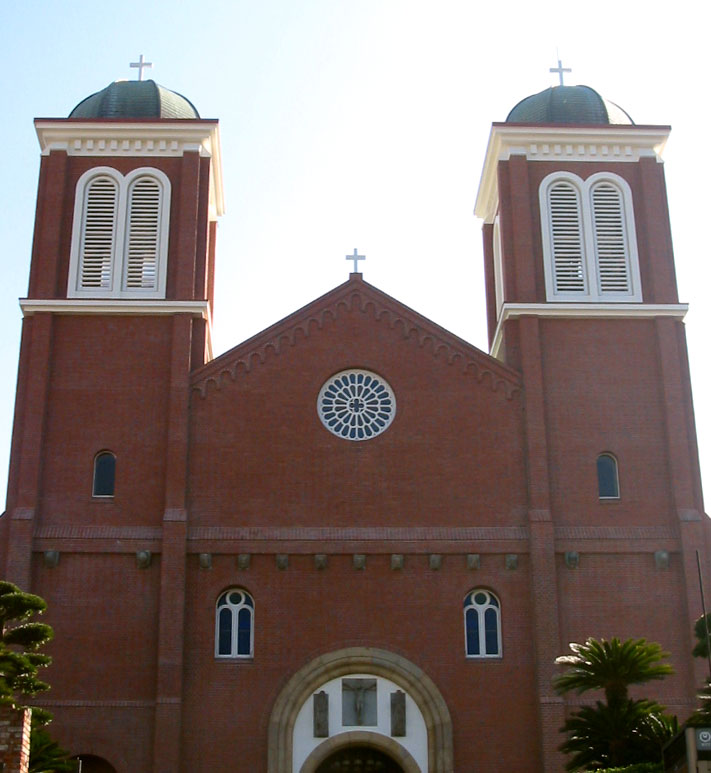
Nueva Catedral de Urakami.

Las potencias occidentales protestaron y la persecución contra los cristianos iniciada en 1587 culminó ese año de 1873. La libertad de religión se estableció en el Japón en 1889.
A manera de enmienda de sus pecados, los pobladores de la villa de Urakami deciden construir una iglesia en la misma propiedad perteneciente al jefe de la villa y en donde por más de 200 años los cristianos debían apostatar de su fe pisoteando el fumie. En 1895 se inicia la construcción de la Catedral de Urakami que culmina en 1917. El 9 de agosto de 1945 la bomba atómica cayó a solo 500 metros de la catedral destruyéndola casi en su totalidad. En 1959 se inicia la reconstrucción de la nueva catedral.
Luego de esta última persecución los católicos japoneses han vivido en paz; en 1918 el político católico Hara Takashi fue designado primer ministro de Japón, siendo el primer católico que ocupa tan alta posición y que se repitió en 2008 cuando fue elegido como primer ministro al católico Taro Aso.
En 1929 se reportó que en Japón había 94.096 japoneses católicos, 63.698 de los cuales vivían en Nagasaki y zonas aledañas. En 1945 había cerca de 12.000 católicos en la comunidad de Urakami. 8500 de ellos murieron el 9 de agosto de 1945 con los Bombardeos atómicos sobre Hiroshima y Nagasaki.

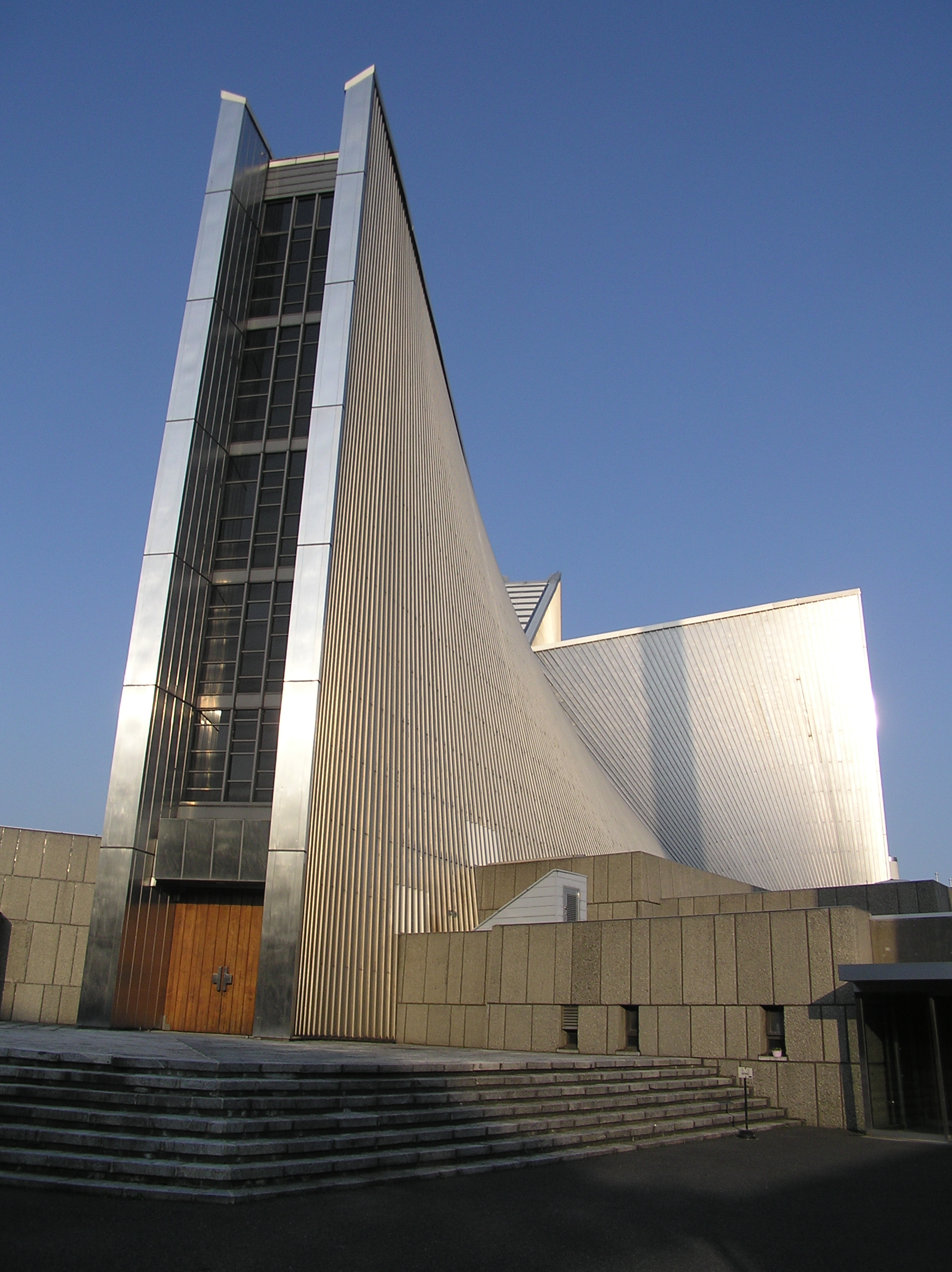
Catedral de Santa María de Tokio.

En la década de 1920 el padre Maximilian Kolbe, de origen polaco, realiza un gran trabajo evangelizador en Japón y funda el periódico The Knight con una tirada de 30.000 ejemplares en 1933.
En el año 1973 la hermana Inés Katsuko Sasagawa divulgó que la Virgen María se le apareció en diversas oportunidades, dando origen a la devoción mariana de Nuestra Señora de Akita.
Entre el 23 al 26 de febrero de 1981, el papa Juan Pablo II visita Japón y años después en 2019 el Papa Francisco visita el país entre el 23 y 25 de noviembre.

## La Iglesia católica en la actualidad
El 24 de noviembre de 2008 fueron canonizados 188 mártires —asesinados entre 1606 a 1639— en la ciudad de Nagasaki. 30.000 personas asistieron al evento presidido por el cardenal José Saraiva Martins.
Con medio millón de japoneses nativos perteneciendo a la Iglesia, el número de católicos asciende a poco más de un millón si se cuentan los inmigrantes de países católicos como Filipinas.
A principios del siglo XXI, mientras los hanare kirishitan desaparecen en las islas aisladas, los católicos japoneses pierden su fe dentro del proceso de secularización del mundo occidental. Los católicos gozan de la más amplia libertad y protección por parte del Gobierno del Japón.

## Televisión
La historia de la Iglesia Católica en Japón fue registrada en el documental "Dejenme ir por este camino" (Let Me Walk This Path), realizado en 2010. Y "Una Colina de Redención", realizado en 1990.

## Cine
Silencio es una película estadounidense de drama histórico, dirigida por Martin Scorsese y escrita por Jay Cocks. Está basada en la novela homónima escrita por Shūsaku Endō. Es una ficción que cuenta el arribo de jesuitas portugueses a Japón en 1640. Fue también adaptada al cine por Masahiro Shinoda en 1971.